# Fluoreto de irídio(VI)
Fluoreto de irídio(VI), ou também hexafluoreto de irídio, (IrF6) é um composto de irídio e flúor e um dos dezessete hexafluoretos binários conhecidos. Ele é um dos poucos compostos de irídio no estado de oxidação +6.

## Síntese
Hexafluoreto de irídio é sintetizado através da reação direta de irídio metálico em um excesso de flúor gasoso elementar a 300 °C. no Entanto, é termicamente instável e deve ser congelada a mistura gasosa para evitar a dissociação.
Ir + 3 
F2 → 
IrF6